# Подхорани (Кежмарок)
Подхорани (слч. Podhorany) насељено је мјесто са административним статусом сеоске општине (слч. obec) у округу Кежмарок, у Прешовском крају, Словачка Република.

## Становништво
| Година:    | 1994. | 2004.    | 2014.    | 2024.    |
| ---------- | ----- | -------- | -------- | -------- |
| Број људи: | 1011  | 1578     | 2621     | 3029     |
| Разлика:   |       | +56,08 % | +66,09 % | +15,56 % |

| Година:    | 2023. | 2024.   |
| ---------- | ----- | ------- |
| Број људи: | 2937  | 3029    |
| Разлика:   |       | +3,13 % |

Према подацима о броју становника из 2024. године насеље је имало 3029 становника.